# Těšovice (Karlovy Vary)
Těšovice (in tedesco Teschwitz) è un comune della Repubblica Ceca facente parte del distretto di Sokolov, nella regione di Karlovy Vary.